# Grand Prix Stanów Zjednoczonych – Wschód 1987
Grand Prix Stanów Zjednoczonych – Wschód 1987 (oryg. Detroit Grand Prix) – piąta runda Mistrzostw Świata Formuły 1 w sezonie 1987, która odbyła się 21 czerwca 1987, po raz szósty na torze Detroit Street Circuit.
Było to 6. Grand Prix Stanów Zjednoczonych – Wschód zaliczane do Mistrzostw Świata Formuły 1.

## Wyniki

### Kwalifikacje
| Poz | Nr | Kierowca           | Konstruktor            | Czas     |
| --- | -- | ------------------ | ---------------------- | -------- |
| 1   | 5  | Nigel Mansell      | Williams-Honda         | 1:39.264 |
| 2   | 12 | Ayrton Senna       | Lotus-Honda            | 1:40.607 |
| 3   | 6  | Nelson Piquet      | Wiliams-Honda          | 1:40.942 |
| 4   | 20 | Thierry Boutsen    | Benetton-Ford          | 1:42.050 |
| 5   | 1  | Alain Prost        | McLaren-TAG            | 1:42.357 |
| 6   | 18 | Eddie Cheever      | Arrows-Megatron        | 1:42.361 |
| 7   | 27 | Michele Alboreto   | Ferrari                | 1:42.684 |
| 8   | 19 | Teo Fabi           | Benetton-Ford          | 1:42.918 |
| 9   | 7  | Riccardo Patrese   | Brabham-BMW            | 1:43.479 |
| 10  | 17 | Derek Warwick      | Arrows-Megatron        | 1.42.541 |
| 11  | 2  | Stefan Johansson   | McLaren-TAG            | 1:43.797 |
| 12  | 28 | Gerhard Berger     | Ferrari                | 1:43.816 |
| 13  | 3  | Jonathan Palmer    | Tyrrell-Ford           | 1:44.350 |
| 14  | 4  | Philippe Streiff   | Tyrrell-Ford           | 1:45.037 |
| 15  | 9  | Martin Brundle     | Zakspeed               | 1:45.291 |
| 16  | 10 | Christian Danner   | Zakspeed               | 1:45.740 |
| 17  | 8  | Andrea de Cesaris  | Brabham-BMW            | 1:46.046 |
| 18  | 24 | Alessandro Nannini | Minardi-Motori Moderni | 1:46.083 |
| 19  | 21 | Alex Caffi         | Osella-Alfa Romeo      | 1:46.124 |
| 20  | 30 | Philippe Alliot    | Larrousse-Ford         | 1:46.194 |
| 21  | 25 | René Arnoux        | Ligier-Megatron        | 1:46.211 |
| 22  | 16 | Ivan Capelli       | March-Ford             | 1:46.269 |
| 23  | 26 | Piercarlo Ghinzani | Ligier-Megatron        | 1:47.471 |
| 24  | 11 | Satoru Nakajima    | Lotus-Honda            | 1:48.801 |
| 25  | 23 | Adrián Campos      | Minardi-Motori Moderni | 1:50.495 |
| 26  | 14 | Pascal Fabre       | AGS-Ford               | 1:53.644 |

### Wyścig
| Poz | Nr | Kierowca           | Konstruktor            | Okrążenia | Czas/Powód n.u. | Poz. start. | Punkty |
| --- | -- | ------------------ | ---------------------- | --------- | --------------- | ----------- | ------ |
| 1   | 12 | Ayrton Senna       | Lotus-Honda            | 63        | 1:50:16.358     | 2           | 9      |
| 2   | 6  | Nelson Piquet      | Williams-Honda         | 63        | + 33.819        | 3           | 6      |
| 3   | 1  | Alain Prost        | McLaren-TAG            | 63        | + 45.327        | 5           | 4      |
| 4   | 28 | Gerhard Berger     | Ferrari                | 63        | + 1:02.601      | 12          | 3      |
| 5   | 5  | Nigel Mansell      | Williams-Honda         | 62        | + 1 okrążenie   | 1           | 2      |
| 6   | 18 | Eddie Cheever      | Arrows-Megatron        | 60        | + 3 okrążenia   | 6           | 1      |
| 7   | 2  | Stefan Johansson   | McLaren-TAG            | 60        | + 3 okrążenia   | 11          |        |
| 8   | 10 | Christian Danner   | Zakspeed               | 60        | + 3 okrążenia   | 16          |        |
| 9   | 7  | Riccardo Patrese   | Brabham-BMW            | 60        | + 3 okrążenia   | 9           |        |
| 10  | 25 | René Arnoux        | Ligier-Megatron        | 60        | + 3 okrążenia   | 21          |        |
| 11  | 3  | Jonathan Palmer    | Tyrrell-Ford           | 60        | + 3 okrążenia   | 13          |        |
| 12  | 14 | Pascal Fabre       | AGS-Ford               | 58        | + 5 okrążeń     | 26          |        |
| NU  | 20 | Thierry Boutsen    | Benetton-Ford          | 52        | Hamulce         | 4           |        |
| NU  | 26 | Piercarlo Ghinzani | Ligier-Megatron        | 51        | Sprzęgło        | 23          |        |
| NU  | 4  | Philippe Streiff   | Tyrrell-Ford           | 44        | Koło            | 14          |        |
| NU  | 30 | Philippe Alliot    | Larrousse-Ford         | 38        | Wypadek         | 20          |        |
| NU  | 27 | Michele Alboreto   | Ferrari                | 25        | Skrz. biegów    | 7           |        |
| NU  | 24 | Alessandro Nannini | Minardi-Motori Moderni | 22        | Skrz. biegów    | 18          |        |
| NU  | 9  | Martin Brundle     | Zakspeed               | 16        | Turbosprężarka  | 15          |        |
| NU  | 17 | Derek Warwick      | Arrows-Megatron        | 12        | wypadek         | 10          |        |
| NU  | 16 | Ivan Capelli       | March-Ford             | 9         | Elektronika     | 22          |        |
| NU  | 19 | Teo Fabi           | Benetton-Ford          | 6         | Wypadek         | 8           |        |
| NU  | 21 | Alex Caffi         | Osella-Alfa Romeo      | 3         | Przen. napędu   | 19          |        |
| NU  | 8  | Andrea de Cesaris  | Brabham-BMW            | 2         | Skrz. biegów    | 17          |        |
| NU  | 23 | Adrián Campos      | Minardi-Motori Moderni | 1         | Wypadek         | 25          |        |
| NU  | 11 | Satoru Nakajima    | Lotus-Honda            | 0         | Wypadek         | 24          |        |